# Leelo

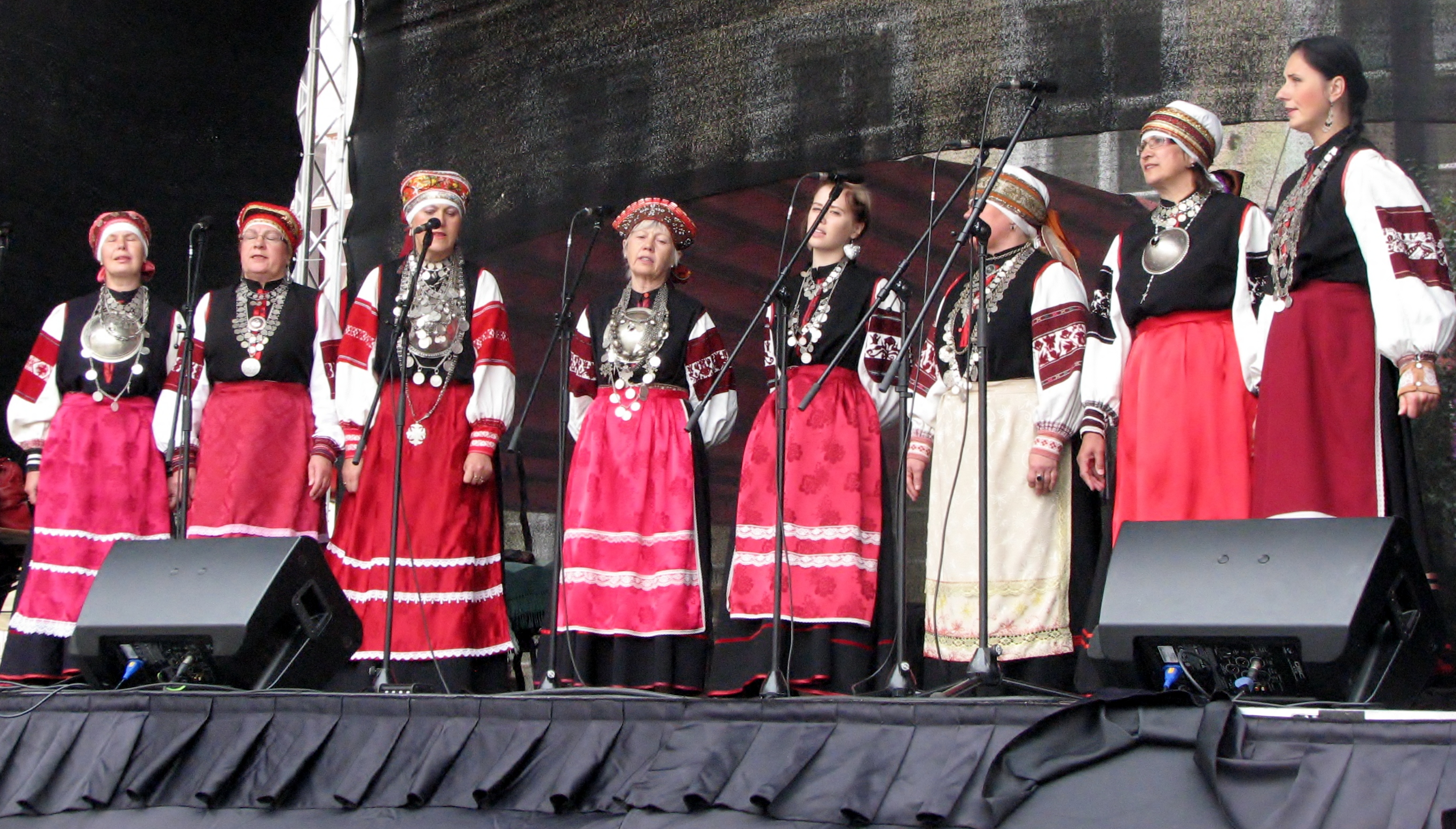
Śpiewaczki w tradycyjnych strojach ludowych Seto

Leelo (est. Setu leelo), pol. „pieśń” – tradycyjny śpiew polifoniczny społeczności Seto zamieszkującej południowo-wschodnią Estonię – region Setomaa.
W 2009 roku śpiew leelo został wpisany na listę niematerialnego dziedzictwa UNESCO.

## Opis
Pieśni leelo wykonywane są a cappella głównie przez kobiety. Pieśń rozpoczyna solo pierwszej śpiewaczki (sõnoline) do sylabicznej, prostej melodii o niezbyt szerokiej skali, po którym następuje refren śpiewany przez chór (koor). 
Partie solowe bazują na improwizacji – pierwsza śpiewaczka układa kolejne wersy pieśni. Wersy mogą być 8-sylabowe lub dłuższe, z licznymi aliteracjami i paralelizmami. Linie mogą być przedłużane przez dodanie dodatkowej sylaby i powtórzenia – wersy mogą być 9, 11 a nawet 16 sylabowe. 
Pieśni leelo odróżnia od tradycyjnych bałtycko-fińskich pieśni runicznych i estońskich pieśni regilaul sylabiczna nieregularność partii solowych i polifonicznego chóru złożonego z partii niskich (torrõ) i jednej partii wysokiej (killõ). Tak jak w pieśniach regilaul, chór powtarza ostatnie wersy partii solowej.  

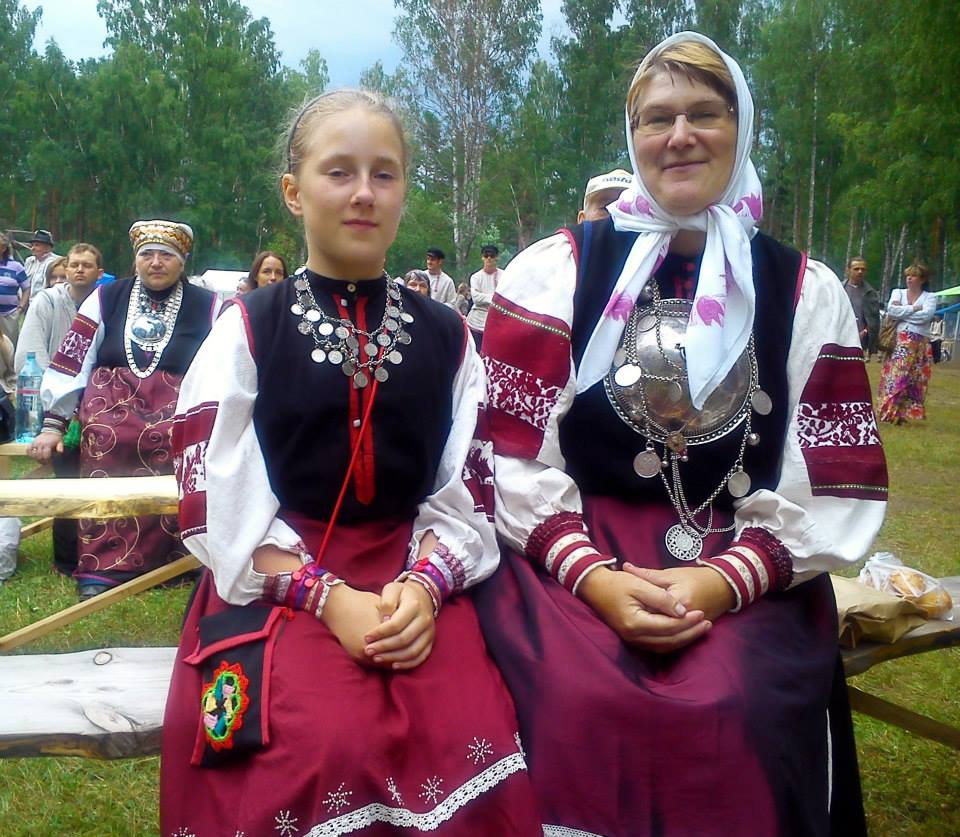

Śpiewaczki występują w tradycyjnych strojach ludowych. Strój składa się z białej koszuli zdobionej haftem krzyżykowym w różnych odcieniach czerwieni, ciemnej wełnianej sukni bez rękawów, paska, barwnego fartucha i przepaski na głowę. Całość dopełnia srebrna biżuteria w formie licznych łańcuszków i wielkiej srebrnej broszy w kształcie tarczy, noszonej przez zamężne kobiety. Całkowita waga srebrnych ozdób może dochodzić do 4-6 kg.
Śpiew bazujący na improwizacji wymaga doskonałej znajomości języka seto i tradycji śpiewania. Najbieglejsze w śpiewie kobiety nazywane są z uwagi na swoje umiejętności „matkami pieśni” (lauluimä). Najlepsze potrafią ułożyć pieśni złożone z 10-20 tys. rymów. Pierwszy film w języku seto „Taarka” w reżyserii Ainego Mäeotsa poświęcony jest jednej z najsławniejszych „matek pieśni” – Hilany Taarki. W 1986 roku we wsi Obinitsa stanął pomnik ku czci „matek pieśni”.  
Dawniej śpiewy leelo towarzyszyły kobietom w pracach codziennych. Dziś są wykonywane z okazji świąt i wydarzeń kulturalnych, np. podczas obchodów Dnia Królestwa Seto, kiedy to największe śpiewaczki otrzymują tytuł „królewskiej matki pieśni”. 
Pieśni Setu znajdują się w repertuarze m.in. fińskiego zespołu folkowego Värttinä.